# Nikolai Pawlowitsch Brjuchanow

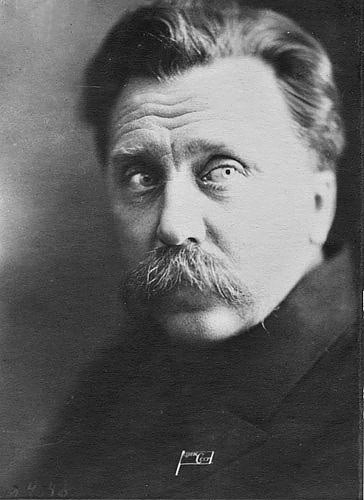
Nikolai Pawlowitsch Brjuchanow 1928

Nikolai Pawlowitsch Brjuchanow (russisch Николай Павлович Брюханов; geboren am 16. Dezemberjul. / 28. Dezember 1878greg. in Simbirsk, Russisches Kaiserreich; gestorben am 1. September 1938, Sowjetunion) war ein sowjetischer Politiker.
Von 1921 bis 1923 war er Volkskommissar für Ernährung der Russischen Sowjetrepublik, von 1923 bis 1924 der Sowjetunion. Vom 7. Februar bis zum 28. August 1923 war er Mitglied des  Revolutionären Kriegsrats. Von 1926 bis 1930 war er Volkskommissar für Finanzen der Sowjetunion. Am 3. Februar 1938 wurde er während des Großen Terrors verhaftet und am 1. September 1938 erschossen. 1956 wurde er rehabilitiert.